# Místní skupina galaxií

Mapa Místní skupiny galaxií

Místní skupina galaxií je skupina galaxií, ve které se nalézá Mléčná dráha s naší Sluneční soustavou. Skupina obsahuje více než 30 galaxií (včetně trpasličích galaxií). Gravitační centrum se nachází mezi Mléčnou dráhou a Galaxií v Andromedě. Skupina zahrnuje nejbližší galaxie a další vesmírné objekty v oblasti s průměrem přes 10 milionů světelných let a má „činkovitý“ tvar. Hmota celé skupiny se odhaduje na (1,29 ± 0,14)×1012 M☉.
Místní skupina galaxií není přímo součástí žádné kupy galaxií. Nejbližší kupou galaxií je Kupa galaxií v Panně, která je vzdálena 45 milionů světelných let. Obsahuje asi 100 velkých galaxií, ale odhaduje se, že celkový počet galaxií přesahuje 2000. Spolu s naší Místní skupinou galaxií a několika menšími formacemi pak tvoří větší útvar, tzv. nadkupu galaxií v Panně, někdy označovanou jako Místní nadkupa galaxií. Předpokládá se, že Místní skupina galaxií je přitahována gravitací Shapleyovy superkupy, což je největší zatím známé nakupení hmoty v našem koutu vesmíru, vzdálené asi 600 milionů světelných let.
Dvěma největšími členy místní skupiny jsou naše mateřská Galaxie Mléčná dráha a Galaxie v Andromedě. Každá z těchto dvou velkých spirálních galaxií má svůj systém satelitních galaxií.
- Systém satelitních galaxií Mléčné dráhy se skládá z galaxií Velký Magellanův oblak a Malý Magellanův oblak a z trpasličích galaxií Velký pes, Střelec, Velký vůz, Malý vůz, Drak, Sochař, Sextant, Lodní kýl, Pec, Lev I, Lev II a dalších.

- Systém satelitních galaxií Galaxie v Andromedě zahrnuje galaxie M 32, M 110, NGC 147, NGC 185, Andromeda I, Andromeda II, Andromeda III, Andromeda IV, Andromeda V, Andromeda VI, Andromeda VII, Andromeda VIII, Andromeda IX a Andromeda X.

- Galaxii v Trojúhelníku, třetí největší spirální galaxii v Místní skupině, je možná satelitní galaxií Galaxie v Andromedě. Pravděpodobně má sama jako svůj satelit trpasličí galaxii LGS 3.

- Kvůli extrémně velké vzdálenosti galaxie NGC 3109 a jejích satelitních galaxií Sextans A a Antlia není jisté, jestli patří do Místní skupiny galaxií.

Další členové Místní skupiny galaxií jsou na výše uvedených galaxiích gravitačně nezávislí. Patří mezi ně galaxie IC 10, IC 1613, Trpasličí galaxie Fénix, Lev A, Trpasličí galaxie Tukan, Trpasličí galaxie Cetus, Trpasličí galaxie Pegas, Wolf-Lundmark-Melotte, Trpasličí galaxie Vodnář a Trpasličí nepravidelná galaxie ve Střelci.

## Přehled galaxií
| Spirální galaxie                                                     | Spirální galaxie                                   | Spirální galaxie | Spirální galaxie |
| Název                                                                | Typ                                                | Souhvězdí        | Poznámky |
| -------------------------------------------------------------------- | -------------------------------------------------- | ---------------- | --- |
| Galaxie v Andromedě                                                  | SA(s)b                                             | Andromeda        | Největší člen Skupiny, V roce 2006 prokázáno, že jde o spirální galaxii s příčkou. Je méně hmotná než Mléčná dráha. |
| Galaxie Mléčná dráha                                                 | SBbc                                               | n/a              | Druhá největší a zároveň nejhmotnější galaxie ve skupině.                                                           |
| Galaxie v Trojúhelníku                                               | SAc                                                | Trojúhelník      | Třetí největší, jediná čistě spirální galaxie a možný satelit Galaxie v Andromedě.                                  |
| Eliptické galaxie                                                    |                                                    |                  | |
| Název                                                                | Typ                                                | Souhvězdí        | Poznámky |
| M 110                                                                | E6p                                                | Andromeda        | Satelit Galaxie v Andromedě                                                                                         |
| M 32                                                                 | E2                                                 | Andromeda        | Satelit Galaxie v Andromedě                                                                                         |
| Nepravidelné galaxie                                                 |                                                    |                  | |
| Název                                                                | Typ                                                | Souhvězdí        | Poznámky |
| Wolf-Lundmark-Melotte                                                | Ir+                                                | Velryba          | |
| IC 10                                                                | KBm or Ir+                                         | Kasiopeja        | |
| Malý Magellanův oblak                                                | SB(s)m pec                                         | Tukan            | Satelit Mléčné dráhy                                                                                                |
| Trpasličí galaxie Velký pes                                          | Irr                                                | Velký pes        | Satelit Mléčné dráhy, její nejbližší galaxie                                                                        |
| LGS 3                                                                | Irr                                                | Ryby             | Satelit Galaxie v Trojúhelníku (?)                                                                                  |
| IC 1613                                                              | IAB(s)m V                                          | Velryba          | |
| Trpasličí galaxie Fénix                                              | Irr                                                | Fénix            | |
| Velký Magellanův oblak                                               | Irr/SB(s)m                                         | Mečoun           | Čtvrtý největší člen skupiny, satelit Mléčné dráhy                                                                  |
| Lev A (Leo III)                                                      | IBm V                                              | Lev              | |
| Sextans B                                                            | Ir+IV-V                                            | Sextant          | |
| NGC 3109                                                             | Ir+IV-V                                            | Hydra            | |
| Sextans A                                                            | Ir+V                                               | Sextant          | |
| Trpasličí eliptické galaxie                                          |                                                    |                  | |
| Název                                                                | Typ                                                | Souhvězdí        | Poznámky |
| NGC 147 (DDO 3)                                                      | dE5 pec                                            | Kasiopeja        | Satelit Galaxie v Andromedě                                                                                         |
| Trpasličí eliptická galaxie ve Střelci                               | IB(s)m V                                           | Střelec          | Satelit Mléčné dráhy, její druhá nejbližší galaxie                                                                  |
| Barnardova galaxie                                                   | IB(s)m IV-V                                        | Střelec          | |
| Trpasličí galaxie Pegas (DDO 216)                                    | Irr                                                | Pegas            | |
| Trpasličí sférické galaxie                                           |                                                    |                  | |
| Název                                                                | Typ                                                | Souhvězdí        | Poznámky |
| Trpasličí galaxie Pastýř                                             | dSph                                               | Pastýř           | |
| Trpasličí galaxie Cetus                                              | dSph/E4                                            | Velryba          | |
| Trpasličí galaxie Honicí psi I a Trpasličí galaxie Honicí psi II     | dSph                                               | Honicí psi       | |
| Andromeda III                                                        | dE2                                                | Andromeda        | Satelit Galaxie v Andromedě                                                                                         |
| NGC 185                                                              | dE3 pec                                            | Kasiopeja        | Satelit Galaxie v Andromedě                                                                                         |
| Andromeda I                                                          | dE3 pec                                            | Andromeda        | Satelit Galaxie v Andromedě                                                                                         |
| Trpasličí galaxie Sochař (E351-G30)                                  | dE3                                                | Sochař           | Satelit Mléčné dráhy                                                                                                |
| Andromeda V                                                          | dSph                                               | Andromeda        | Satelit Galaxie v Andromedě                                                                                         |
| Andromeda II                                                         | dE0                                                | Andromeda        | Satelit Galaxie v Andromedě                                                                                         |
| Trpasličí galaxie Pec (E356-G04)                                     | dSph/E2                                            | Pec              | Satelit Mléčné dráhy                                                                                                |
| Trpasličí galaxie Lodní kýl (E206-G220)                              | dE3                                                | Lodní kýl        | Satelit Mléčné dráhy                                                                                                |
| Trpasličí galaxie Vývěva                                             | dE3                                                | Vývěva           | |
| Lev I (DDO 74)                                                       | dE3                                                | Lev              | Satelit Mléčné dráhy                                                                                                |
| Trpasličí galaxie Sextant                                            | dE3                                                | Sextant          | Satelit Mléčné dráhy                                                                                                |
| Lev II (Leo B)                                                       | dE0 pec                                            | Lev              | Satelit Mléčné dráhy                                                                                                |
| Trpasličí galaxie Malý vůz                                           | dE4                                                | Malý medvěd      | Satelit Mléčné dráhy                                                                                                |
| Trpasličí galaxie Drak (DDO 208)                                     | dE0 pec                                            | Drak             | Satelit Mléčné dráhy                                                                                                |
| Trpasličí galaxie Střelec                                            | dSph/E7                                            | Střelec          | Satelit Mléčné dráhy                                                                                                |
| Trpasličí galaxie Tukan                                              | dE5                                                | Tukan            | |
| Andromeda VII                                                        | dSph                                               | Kasiopeja        | Satelit Galaxie v Andromedě                                                                                         |
| Andromeda VI                                                         | dSph                                               | Pegas            | Satelit Galaxie v Andromedě                                                                                         |
| Trpasličí galaxie Velký vůz I a Trpasličí galaxie Velký vůz II       | dSph                                               | Velká medvědice  | Satelit Mléčné dráhy                                                                                                |
| Nejistá identifikace                                                 |                                                    |                  | |
| Název                                                                | Typ                                                | Souhvězdí        | Poznámky |
| Virgo Stellar Stream                                                 | dSph (pozůstatek)?                                 | Panna            | v procesu slučování s Mléčnou dráhou                                                                                |
| Willman 1                                                            | trpasličí sférická galaxie nebo kulová hvězdokupa? | Velká medvědice  | 147 000 světelných let daleko                                                                                       |
| Andromeda IV                                                         | Irr?                                               | Andromeda        | pravděpodobně není galaxie                                                                                          |
| UGCA 86 (0355+66)                                                    | Irr, dE or S0                                      | Žirafa           | |
| UGCA 92 (EGB0427+63)                                                 | Irr or S0                                          | Žirafa           | |
| Možní další členové                                                  |                                                    |                  | |
| Název                                                                | Typ                                                | Souhvězdí        | Poznámky |
| GR 8 (DDO 155)                                                       | Im V                                               | Panna            | |
| IC 5152                                                              | IAB(s)m IV                                         | Indián           | |
| NGC 55                                                               | SB(s)m                                             | Sochař           | |
| Trpasličí galaxie Vodnář (DDO 210)                                   | Im V                                               | Vodnář           | |
| NGC 404                                                              | E0 or SA(s)0−                                      | Andromeda        | |
| NGC 1569                                                             | Irp+ III-IV                                        | Žirafa           | |
| NGC 1560 (IC 2062)                                                   | Sd                                                 | Žirafa           | |
| Camelopardalis A                                                     | Irr                                                | Žirafa           | |
| Argo Dwarf                                                           | Irr                                                | Lodní kýl        | |
| ESO 347-8 (2318–42)                                                  | Irr                                                | Jeřáb            | |
| UKS 2323-326                                                         | Irr                                                | Sochař           | |
| UGC 9128 (DDO 187)                                                   | Irp+                                               | Pastýř           | |
| Sextans C                                                            |                                                    |                  | |
| Další významnější objekty, nepovažované za galaxie                   |                                                    |                  | |
| Název                                                                | Typ                                                | Souhvězdí        | Poznámky |
| Palomar 12 (Trpasličí galaxie Kozoroh)                               |                                                    | Kozoroh          | kulová hvězdokupa původně klasifikovaná jako trpasličí sférické galaxie                                             |
| Palomar 4 (Původně evidovaná jako trpasličí galaxie Velká medvědice) |                                                    | Velká medvědice  | kulová hvězdokupa původně klasifikovaná jako trpasličí sférické galaxie                                             |

- Označení typu galaxie vychází z Hubbleovy klasifikace galaxií.

## Další významnější objekty
- Smithova mlhovina – Mlhovina ve vzdálenosti mezi 32 000 až 49 000 ly od Země,[6] a 8000 ly od okraje Mléčné dráhy.[7]
- HVC 127-41-330 – Mlhovina ve vzdálenosti 2,3 milionu ly od Země